# Минералогический музей имени А. В. Сидорова
Минералогический музей ИРНИТУ им. А. В. Сидорова — музей, расположенный в Иркутске по адресу ул. Лермонтова, 83 корпус «Е».

## История
К моменту организации в Иркутске горного института в 1930 году в городе уже был небольшой минералогический музей бывшего политехникума, организованный в своё время старейшим геологом Сибири В. И. Тихомировым.
В 1930-е годы музей существенно пополнился коллекциями объединения «Союззолото», частной коллекцией профессора А. В. Львова и закупленной в Германии петрографической коллекцией Кранца.
В создании музея принимали активное участие преподаватели и студенты геологического факультета.

## Экспозиция
Музей является крупнейшим за Уралом минералогическим музеем по богатству, разнообразию и представительности коллекции минералов, горных пород и полезных ископаемых Восточной Сибири.
В настоящее время коллекция минералогического музея насчитывает более 27 тысяч экспонатов.